# 辻正孝
辻 正孝（つじ まさたか、1950年1月5日 - ）は、東京都出身の元プロ野球選手（外野手）。右投右打。

## 来歴・人物
習志野高から移った修徳高では1966年の夏の甲子園に出場。1回戦で鳴門工に敗れる。森二郎（駒沢大から電電東北を経て電電東京）がチームメイトだった。1966年のプロ野球第一次ドラフト会議で中日ドラゴンズから5位指名されるが入団せず。
その後、社会人野球のいすゞ自動車に入社。そこで野球をしていたところ、グローバルリーグの東京ドラゴンズに引っ張られ入団。
東京ドラゴンズでは4番を打ち、守備はうまくはないが、長打力が光る主砲であった。その後、グローバルリーグが解散し、1年間のブランクがあったものの、中日ドラゴンズの入団テストを受け合格。1970年オフにドラフト外で入団する。
しかし、わずか1年で自由契約となり、東映フライヤーズの入団テストを受け入団。
しかし、3年間のプロ生活で、一軍公式戦には一度も出場できず、1973年に引退。

## 詳細情報

### 年度別投手成績
- 一軍公式戦出場なし

### 背番号
- 57 （1971年）
- 55 （1972年 - 1973年）